# 群海綿科
群海綿科（学名：Agelasidae）是群海綿目下的一个科。

## 下属分类
本科包括以下属：
- Acanthostylotella Burton & Rao, 1932
- 群海綿屬 Agelas Duchassaing & Michelotti, 1864
- Amphinomia Hooper, 1991